# Silje Norendal
Silje Aannestad Norendal (Kongsberg, 1 de septiembre de 1993) es una deportista noruega que compite en snowboard, especialista en las pruebas de big air y slopestyle.
Ganó dos medallas en el Campeonato Mundial de Snowboard, plata en 2019 y bronce en 2017. Adicionalmente, consiguió cuatro medallas de oro en los X Games de Invierno.
Participó en dos Juegos Olímpicos de Invierno, en los años 2014 y 2018, ocupando en Pyeongchang 2018 el cuarto lugar en slopestyle y el sexto en big air.

## Medallero internacional
| Campeonato Mundial | Campeonato Mundial         | Campeonato Mundial | Campeonato Mundial |
| Año                | Lugar                      | Medalla            | Prueba             |
| ------------------ | -------------------------- | ------------------ | ------------------ |
| 2017               | Sierra Nevada (España)     | Medalla de bronce  | Big air            |
| 2019               | Park City (Estados Unidos) | Medalla de plata   | Slopestyle         |

| X Games de Invierno | X Games de Invierno    | X Games de Invierno | X Games de Invierno |
| Año                 | Lugar                  | Medalla             | Prueba              |
| ------------------- | ---------------------- | ------------------- | ------------------- |
| 2013                | Tignes (Francia)       | Medalla de oro      | Slopestyle          |
| 2014                | Aspen (Estados Unidos) | Medalla de oro      | Slopestyle          |
| 2015                | Aspen (Estados Unidos) | Medalla de oro      | Slopestyle          |
| 2017                | Oslo (Noruega)         | Medalla de oro      | Big air             |